# 에피라식
에피라식(Epi-LASIK)은 안경과 콘택트 렌즈 의존성을 줄여주기 위해 설계된 시력 교정 수술 기법이다. Ioannis Pallikaris 박사(그리스 크레타 출신)가 발명한 이 기법은 기본적으로 에탄올이 없는 자동 라섹이다. 표면 라식으로 간주된다. 기계 방식이나 브러시의 경우보다 각막층이 더 부드럽다. 알콜(라섹)과 달리 윤부각막 줄기세포을 손상시킬 가능성이 없다. 또, 라섹에 비해 상대적으로 통증이 덜하다.

## 역사
그리스 외 지역의 최초 수술은 2003년에 진행되었다. 2003년 9월, 마게리트 맥도널드는 북아메리카에서 에피라식을 집도한 첫 인물이 되었다.